# Sidney Cole
Pour les articles homonymes, voir Cole.
Sidney Cole est un producteur, monteur, scénariste et réalisateur britannique né le 31 octobre 1908 à Londres en Angleterre, décédé dans la même ville le 25 janvier 1998.

## Filmographie

### comme producteur
- 1945 : They Came to a City
- 1945 : Au cœur de la nuit (Dead of Night)
- 1947 : Les Amours de Joanna Godden (The Loves of Joanna Godden), de Charles Frend
- 1948 : Against the Wind
- 1948 : Scott of the Antarctic
- 1950 : L'Aimant (The Magnet)
- 1951 : L'Homme au complet blanc (The Man in the White Suit)
- 1952 : Secret People
- 1954 : The Angel Who Pawned Her Harp (en)
- 1956 : The Buccaneers (en) (série télévisée)
- 1957 : Sword of Freedom (en) (série télévisée)
- 1958 : The Highwayman (TV)
- 1959 : The Four Just Men (série télévisée)
- 1960 : Sword of Sherwood Forest
- 1961 : The Kitchen
- 1964 : Destination Danger ("Danger Man") (série télévisée)
- 1966 : Koroshi (TV)
- 1967 : L'Homme à la valise ("Man in a Suitcase") (série télévisée)
- 1979 : Dick Turpin (série télévisée)
- 1981 : Smuggler (série télévisée)
- 1987 : Adventurer (série télévisée)
- 1991 : Robin Hood: The Movie (vidéo)

### comme monteur
- 1934 : Freedom of the Seas
- 1935 : Dance Band (en)
- 1935 : Midshipman Easy
- 1937 : The Avenging Hand
- 1938 : The High Command (en)
- 1940 : Hantise (Gaslight) de Thorold Dickinson
- 1941 : A Day in Soviet Russia
- 1942 : Penn of Pennsylvania de Lance Comfort
- 1942 : Breach of Promise (en)
- 1942 : Went the Day Well?

### comme scénariste
- 1945 : They Came to a City
- 1954 : Shetlandsgjengen
- 1954 : The Angel Who Pawned Her Harp (en)
- 1961 : The Kitchen

### comme réalisateur
- 1949 : Le Train du destin (Train of Events)